# قوطی (بسته‌بندی)
قوطی نوعی بسته، جعبه یا ظرف است که به منظور بسته‌بندی مورد استفاده قرار می‌گیرد. این بسته‌بندی برای نگهداری غذاها، خوراکی‌ها، روغن و مواد شیمیایی به صورت بلند مدت هم کاربرد دارد. قوطی‌ها از جنس فلزها مثل آلومینیوم می‌باشند. اندازه قوطی‌ها بسیار متفاوت است. مثلاً" قوطی کنسروها از قوطی کمپوتها کوتاه‌تر هستند.

## نگارخانه

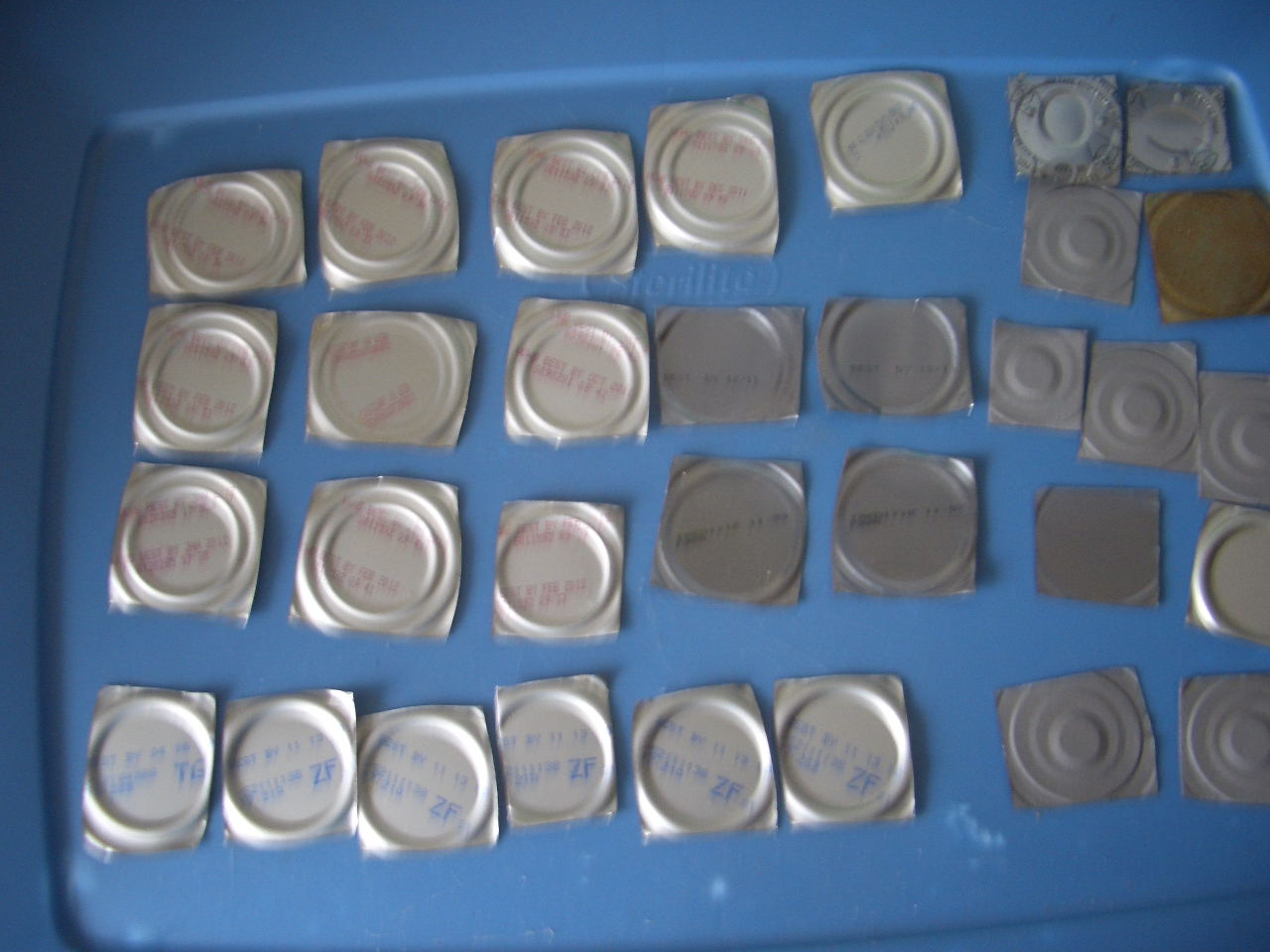
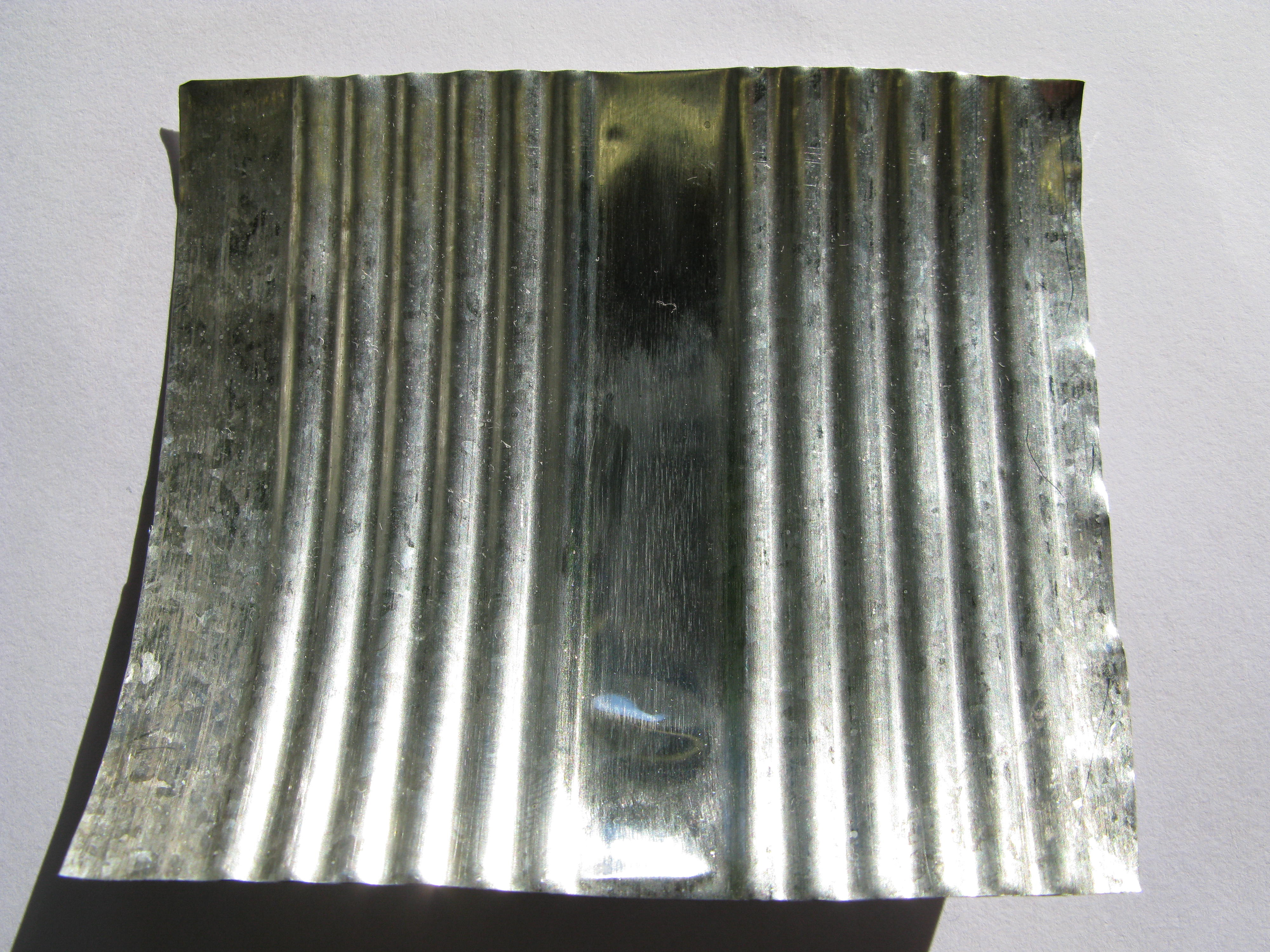